# 野中美希
野中 美希（のなか みき、1999年10月7日 - ）は、日本の歌手、アイドル。ハロー!プロジェクトの女性アイドルグループモーニング娘。の12期メンバーおよび11代目リーダー。静岡県静岡市出身。アップフロントプロモーション所属。

## 略歴
2014年
- 3月 - 8月、『モーニング娘。'14 ＜黄金(ゴールデン)＞オーディション』に応募し、合格する。オーディションを受けたきっかけは、体調を崩すほど落ち込んでいたときに、たまたま見かけたモーニング娘。'14「笑顔の君は太陽さ」のMVに元気づけられ、その後「モーニング娘。になりたい」と思うようになったところで、ちょうど新メンバーを募集していることを知り「いましかない!」と思ったからだという。
- 9月30日、日本武道館で行われた『モーニング娘。'14コンサートツアー秋 GIVE ME MORE LOVE 〜道重さゆみ卒業記念スペシャル〜』においてモーニング娘。12期メンバーとしてお披露目された。
- 12月12日、モーニング娘。12期メンバーの公式ブログが開設され、初投稿する。
- 12月31日、神戸国際会館こくさいホールで行われた『Hello! Project COUNTDOWN PARTY 2014 〜 GOOD BYE & HELLO! 〜』第1部にてステージデビュー。

2015年
- 1月4日、12期メンバーによる初冠ラジオ、FM-FUJI『モーニング娘。'15 12期日記』がスタート。
- 4月15日、モーニング娘。'15 58thシングル『青春小僧が泣いている/夕暮れは雨上がり/イマココカラ』（トリプルA面）でCDデビュー。
- 6月18日、演劇女子部 ミュージカル『TRIANGLE-トライアングル-』にて初の舞台出演。

2016年
- 2月10日、ダンスリハーサル中に転倒し、左足を骨折。4週間の局所安静を要するとの診断を受け、11日の広島でのコンサート、13日・14日のシングル発売記念イベントを欠席。アメリカ・ヒューストンで行われた「Anime Matsuri」でのライブも歌唱のみでの出演となった。

2018年
- 2月5日、Rakuten TVの企画でNBAオフィシャルアンバサダー「Rakuten NBA 32」に就任し、その研修のため一時渡米していることが発表された。「Rakuten NBA 32」ではロサンゼルス・レイカーズ担当のアンバサダーとして年末まで活動した。
- 12月13日、英語のさらなるレベル向上を目指し、英語圏で集中して勉強したいとの本人からの申し出により、12月下旬から2月中旬までモーニング娘。、およびハロー!プロジェクトの活動を休み短期留学すると発表された。

2019年
- 2月8日、短期留学から帰国したことを報告。
- 6月11日、Instagramを開始。

2020年
- 10月7日、早稲田大学のeスクールに2年次編入していることを公表。

2021年
- 1月15日、1st写真集「To be myself」を発売。
- 8月17日、「Hello!Project presents…「ソロフェス!2」」でMVPを獲得。

2023年
- 10月3日、早稲田大学人間科学部eスクールを卒業したことを発表。
- 10月7日、2nd写真集「daydream」を発売。

2024年
- 12月26日、「ダイエット検定 1級・2級」「プロフェッショナルアドバイザー」「生活アドバイザー」の資格を取得したことを発表。

2025年
- 7月1日、生田衣梨奈の卒業に伴うモーニング娘。'25の新体制においてリーダーに就任することが発表された。

## 人物
- 公式の愛称は、ちぇる、のなちゃん、のなえもん[1]。非公式の愛称は、ちぇるぴ[2]、野中氏[3]など。イメージカラーはパープル[30][31]。
- 血液型A型[1]。身長157 cm[2]。
- 父親の仕事の関係で2歳のときから8年間アメリカに住んでいた帰国子女[32]。渡米後、まず2歳から7歳まではイリノイ州、その後アラバマ州に引っ越して10歳まで住んでいた[2][33]。
- 2010年、小学校4年生のときに日本に帰国。帰国当初、日本語は話せたが「せこい」や「うざい」などの省略言葉の意味が解らず苦労したと語っている[33]。
- 歳の離れた妹がいる[34]。
- 左利きである。だが、スポーツが絡んでくると野球は投げるのは左、打つのは右、バドミントンは右、卓球は左、バレーボールは左となる[35]。
- 視力が悪く、度数3.25のコンタクトレンズを付けている[2]。
- 英検2級を取得している（英検準1級は医学用語などが出てくるので断念）[32]。TOEICスコアは795[36]。
- ピアノを習っていた[2]。耳コピができ[2]、知っている曲なら楽譜なしでも基本的に弾ける[37]。
- 7年間の器械体操経験があり、バク転ができる。ハロー!プロジェクトやモーニング娘。のコンサートでも披露している[38]。
- ドラえもんの声真似が得意で[2]、なりきったときは「のなえもん」を名乗る[39]。
- 大好物は明治製菓のハードキャンディー「チェルシー」[40]（ヨーグルトスカッチ味[41]）、カツ丼[40]。
- 公式ニックネームは「のなかちゃん」「チェル」[1]。「チェル」は、オーディションの履歴書に飴のチェルシーが好きと書いたことから、当時のマネージャーによって名付けられた[2]。非公式として「ちぇるぴ」[2]などがあり、牧野真莉愛からはお腹のアクセントで「のなかちゃん」や「のなちゃん」[42]、羽賀朱音からは「のなちゃん」[42][43]や「野中氏」[44]、尾形春水からは「野中氏」や「野中っちょ」[45]、佐藤優樹からは「D&N（ドジ&野中）」[46]や「ちぇる男」[47]とそれぞれ呼ばれている。
- 好きな言葉は「笑う門には福来る」で、本人は「にこにこしてれば幸せがやってくる!」と述べている[1]。
- サンリオキャラクターが好きで、ポムポムプリン、こぎみゅんが特に好き[2]。がおっきー、マイメロディも好き[2]。
- NBAが好きで、NBAオフィシャルアンバサダーのときに担当となって愛着の湧いたロサンゼルス・レイカーズを応援している[48]。
- モーニング娘。9代目リーダー譜久村聖より、几帳面で集中力がある努力家で、声がすごく好きと評される[49]。
- 筋トレも趣味[50]。2024年、ダイエット検定1級、2級を取得している[51]。

## 作品

### 音楽
（どちらも本人が作詞・作曲）
- Swing Town（編曲：大久保薫）[52]
- メッセージ（編曲：星部ショウ）[52]

### 映像作品
- 野中美希 Blu-ray『Greeting〜野中美希〜』（2015年6月12日、UP-FRONT WORKS）[53]

## 書籍

### ミニ写真集
- Greeting-Photobook-（2016年9月24日、オデッセー出版）[54]

### 写真集
- To be myself（2021年1月15日、オデッセー出版 / ワニブックス、撮影：西村康）[24]
  - ISBN 978-4-8470-8344-0（通常版）
  - ISBN 978-4-8470-8345-7（amazon.co.jp限定カバー版）
- daydream（2023年10月7日、オデッセー出版 / ワニブックス、撮影：根本好伸）[27]
  - ISBN 978-4-8470-8524-6（通常版）
  - ISBN 978-4-8470-8525-3（amazon.co.jp限定カバー版）

## 出演

### テレビ
- オトナヘノベル（2017年2月23日、NHK Eテレ） - 10代ドラマ「カッコつけて 失敗あるある!」 若菜 役[55]
- みんなで応援!パラスポ!!（2025年5月3日 - 、テレビ静岡）

### ラジオ
- モーニング娘。'17 12期日記（2015年1月4日 - 2017年3月26日、FM-FUJI）[56]
- HELLO! DRIVE! -ハロドラ-（2016年10月3日 - 2019年6月26日、Radio NEO） - 水曜日担当[57][注 1]
- GIRLS♥GIRLS♥GIRLS =FULL BOOST= 「モーニング娘。'21のモーニングダイアリー」（2017年4月6日 - 2021年3月11日、FM-FUJI）[58]
- ミッドナイト・ダイバーシティー〜正気のSaturday Night〜『ハロプロ楽曲集中講座』（2024年8月31日、JFN系列各局）

### ネット配信
- ch223 2016 日本一の卒業旅行!?・英語ナレーション篇（2016年、ピンクスCHANNEL / Tokyo Girls' Update） - 英語ナレーション[59]
- 少女たちの決断〜密着!!ハロー!プロジェクト20周年オーディション〜 #8・#9（2017年12月11日、AbemaTV・Abemaビデオ）[60] - ナレーション[61]
- 限界オタクション（2024年12月25日・2025年1月8日、ABEMA SPECIALチャンネル） - ナレーション[62]

### コンサート
- M-line Special 2022 ～My Wish～（2022年3月5日、静岡市民文化会館 中ホール / 7月31日、日本特殊陶業市民会館 ビレッジホール / 10月10日、名古屋市公会堂。各日昼夜2公演） - ゲスト出演[63][注 2]

### 舞台・ミュージカル
- 演劇女子部 ミュージカル「TRIANGLE-トライアングル-」（原案：くらもちふさこ『α-アルファ-』、2015年6月18日 - 28日、α（アルファ）編 8公演・β（ベータ）編 8公演の全16公演、池袋サンシャイン劇場） - クラルス / スワスワのルーン 役[13]
- 演劇女子部「続・11人いる! 東の地平・西の永遠」（2016年6月11日 - 26日、京都劇場・池袋サンシャイン劇場） - チュチュ 役 [イースト] / アマン伯爵 役 [ウエスト]
- JKニンジャガールズ（2017年2月23日、全労済ホール/スペース・ゼロ） - 日替わりゲスト[64]
- 演劇女子部「ファラオの墓」（2017年6月2日 - 11日、池袋サンシャイン劇場) - ナイルキア 役 [65]
- 演劇女子部「ファラオの墓 〜蛇王・スネフェル〜」（2018年6月1日 - 10日、池袋サンシャイン劇場 / 2018年6月15日 - 17日、大阪メルパルクホール） - イザイ 役

## 所属グループ・ユニット
- モーニング娘。（2014年 - ）
  - モーニング娘。20th（2017年 - 2018年）[注 3]
- シャッフルユニット
  - ハロプロ・オールスターズ（2018年 - 2020年）